# هربرت فاندل
هربرت فاندل (بالألمانية: Herbert Fandel) من مواليد 9 مارس 1964 في كيلبورغ، حكم كرة قدم ألماني دولي. حَكم نهائي دوري أبطال أوروبا 2007، وحَكم في بطولة أمم أوروبا لكرة القدم 2008.
هو من مواليد 9 مارس 1964 بمدينة كيلبورغ الألمانية وتلقى الإشادة والتنويه من طرف مجموعة كبيرة من النقاد التحكيميين وكانت له بصمات واضحة على التحكيم الألماني خلال السنوات الأخيرة. قاد فاندل نهائي دوري أبطال أوروبا 2007 بين ميلان الإيطالي وليفربول الإنجليزي حيث أشهر 4 بطاقات صفراء، ومن جهة أخرى، فقد قاد فاندل نهائي كأس الاتحاد الأوروبي 2006 الذي جمع بين إشبيلية الإسباني و ميدلزبره الإنجليزي بعد أن كان قد قاد سابقاً عدة مباريات برسم كأس القارات 2005 بألمانيا و أولمبياد سيدني 2000. اشتهر فاندل بقيادة أول مباراة في تاريخ تصفيات بطولة أمم أوروبا بين الجارين السويد والدنمارك، فبعد أن أعلن فاندل عن ضربة جزاء لصالح المنتخب السويدي في آخر دقائق المباراة و طرده لمدافع المنتخب الدنماركي كريستيان بولسن، تعرض فاندل لاعتداء شنيع من طرف أحد المشجعين الدنماركيين.

## روابط خارجية
- هربرت فاندل على موقع Soccerway.com (الإنجليزية)
- هربرت فاندل على موقع أوليمبيديا (الإنجليزية)